# Iveco M250

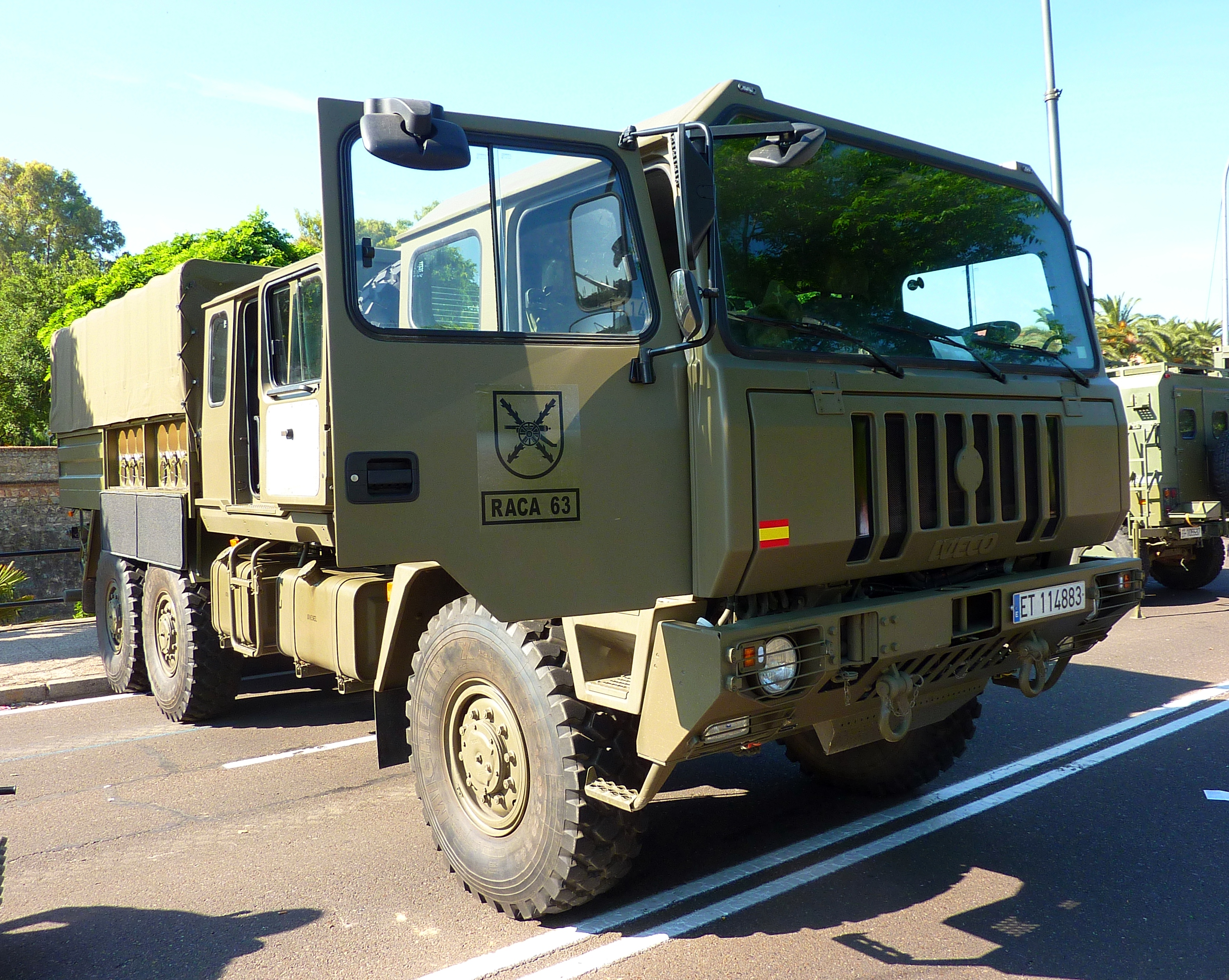
Tracteur d'artillerie Iveco M250.37WM pour le Santa Bárbara Sistemas 155/52 avec capacité de remorquage de 24 tonnes, des 6 à 8 personnes du peloton de la pièce et 16 projectiles de secours.

L'IVECO M250, aussi connu en Italie sous le label ASTRA SM 66.45, est un camion militaire logistique et tactique fabriqué par la filiale défense IVECO D.V. du groupe italien IVECO à partir de 2003. C'est un camion tactique en configuration 6x6, spécialement conçu à des fins militaires et contrairement à la plupart de ses concurrents, ce n'est pas une version militarisée d'un camion commercial civil.

## Description
L'IVECO M250 fait partie d'une large gamme de camions tactiques, qui comprend également des modèles 4x4 (M170) et 8x8 (M320 / SM88 & M1250). Cette gamme de camions IVECO D.V. 4x4, 6x6 et 8x8 à haute mobilité, éprouvés au combat, a été conçue pour offrir la protection et la mobilité maximale pour répondre aux applications logistiques militaires. Ces véhicules permettent un passage à gué non préparé de 850 mm et jusqu'à 1,2 m avec préparation. Ils circulent dans les conditions climatiques les plus hostiles, de -32°C à +49°C. 
Les camions de la série IVECO M250 sont disponibles avec différentes longueurs d'empattement. La capacité de charge utile varie également selon la version. Le M250.45WM a une capacité de charge utile de 12000 kg. Il peut également tracter des remorques ou des pièces d'artillerie. La version de base est un transporteur de fret/de troupes. Ce camion militaire est équipé d'une benne basculante standard, avec des arcs et une bâche. Il peut également accepter une variété d'autres corps. Des versions spécialisées sont disponibles, telles que le tracteur d'artillerie, le camion à benne basculante, le système de manutention de charge et le camion tracteur qui transporte les véhicules d'appui-feu Centauro.
Les camions de la série IVECO M250 sont équipés de cabines militaires spécialement conçues qui, outre le conducteur, peuvent accueillir 3 passagers et disposent de couchettes. Les cabines sont protégées contre les mines antipersonnel, les tirs d'armes légères et les éclats d'obus d'artillerie.
Les camions sont équipés d'un moteur diesel IVECO Cursor 13 turbocompressé de 12882 cm³ développant 450 ch. En option, le véhicule peut être équipé d'un moteur IVECO Cursor 13 moins puissant, ne développant que 400 ch. Plusieurs composants proviennent de la gamme IVECO Trakker versions militaires. Le véhicule a une transmission intégrale permanente et est équipé d'un système de gonflage central des pneumatiques.
Le M250 peut tracter des remorques ou des pièces d'artillerie d'un poids maximum de 25 t. Dans sa version logistique, il peut porter des charges jusqu'à 13,0 t et remorquer jusqu'à 45 tonnes.
Pour les versions avec cabine non blindée, le M250 peut être équipé d'un kit de blindage de protection performant pour les opérations militaires dans les conditions opérationnelles hostiles.
Le véhicule est doté d'une protection balistique et anti-mines à la protection iED intégrée Stanag 4569.
Le véhicule peut également être équipé :
- d'un kit de blindage supplémentaire,
- du système Iveco de gonflage centralisé des pneus (CtiS),
- de pneumatiques Run flat,
- de solutions de superstructure individuelles,
- d'un treuil.

L'IVECO M250 est également disponible avec une cabine basse, optimisée pour le transport par avion cargo militaire C-130 Hercules.

## Pays utilisateurs
- Italie
- Espagne
- Belgique - 400 + 379 Iveco M250.45W
- Allemagne
- Roumanie - 230 (en 2017)
- Suisse